# Palenica (686 m)
Palenica (687 m, 686 m) – wzniesienie w Grupie Lipowskiego Wierchu i Romanki w Beskidzie Żywiecko-Orawskim. Wznosi się w bocznym, północno-zachodnim grzbiecie Redykalnego Wierchu, który poprzez Prusów, Borucz i Palenicę ciągnie się do doliny Soły w Węgierskiej Górce.
Palenica jest w dużym stopniu porośnięta lasem, ale część jej stoków zajmują łąki, pola i zabudowania miejscowości Węgierska Górka i Żabnica w województwie śląskim, w powiecie żywieckim, w gminie Węgierska Górka. Z Palenicy spływają potoki Grzegorzków, Fułatów, Drożdżów i Myców. Nazwa Palenica często występuje w Karpatach i oznacza polanę powstałą poprzez wypalanie lasu metodą cyrhlenia. Później kartografowie wiele z tych nazw przenieśli na nazwy szczytów. Przez Palenicę prowadzi szlak turystyczny. Trawiasty grzbiet między Palenicą a Boruczem to polany i hale z kępami jałowca.
Szlaki turystyczne
 Żabnica PKS – Palenica – Prusów – schronisko PTTK na Hali Boraczej – Sucha Góra – Rajcza.